# 328
328（三百二十八、さんびゃくにじゅうはち）は自然数、また整数において、327の次で329の前の数である。

## 性質
- 328 は合成数であり、約数は 1, 2, 4, 8, 41, 82, 164 と 328 である。
  - 約数の和は630。
- 素数の総和で表せる15番目の数である。1つ前は281、次は381。
328 = 2 + 3 + 5 + 7 + … + 47
- 各位の和が13になる23番目の数である。1つ前は319、次は337。
- 328 = 22 + 182
  - 異なる2つの平方数の和で表せる99番目の数である。1つ前は325、次は333。(オンライン整数列大辞典の数列 A004431)
- 328 = 62 + 62 + 162
  - 3つの平方数の和1通りで表せる88番目の数である。1つ前は312、次は336。(オンライン整数列大辞典の数列 A025321)
- n = 328 のとき n と n − 1 を並べた数を作ると素数になる。n と n − 1 を並べた数が素数になる39番目の数である。1つ前は312、次は330。(オンライン整数列大辞典の数列 A054211)
- 328 = 23 × 41
  - p3 × q の形で表せる17番目の数である。1つ前は297、次は344。(オンライン整数列大辞典の数列 A065036)

## その他 328 に関連すること
- 西暦328年
- フェラーリ・328